# Marianne Kreuzer
Marianne Kreuzer (* 10. Februar 1965 in Kempten (Allgäu)) ist eine deutsche Sportjournalistin und Fernsehmoderatorin beim Bayerischen Rundfunk.

## Beruflicher Werdegang
Kreuzer studierte Germanistik und Sport in Hamburg und machte eine journalistische Ausbildung an der dortigen Journalistenschule Axel Springer. Danach arbeitete sie als Autorin bei der italienischen Sportzeitung La Gazzetta dello Sport, bei der Sport-Bild und bei RTL.
1990 begann Marianne Kreuzer als freie Mitarbeiterin beim Bayerischen Rundfunk. Von 1993 bis 2005 moderierte sie die Sendung Blickpunkt Sport im Bayerischen Fernsehen. 1998 wurde sie Redaktionsleiterin Sport/Magazine im Bayerischen Fernsehen und hatte diese Funktion bis 2014 inne. In dieser Zeit war sie auch als erste Frau als Studio-Moderatorin von Sportschau live in der ARD im Einsatz, u. a. bei vier Olympischen Spielen, zwei Fußball-Europameisterschaften und zahlreichen Live-Übertragungen das alpinen Skisports. Als Sportchefin beim Bayerischen Rundfunk äußerte sie u. a. im Jahr 2000, dass der damals 52-jährige Sportmoderator Waldemar Hartmann zu alt für Fernsehmoderationen sei, was wiederum zu Kritik von Hartmann an Frauen als Vorgesetzten führte.
Von 1993 bis zur letzten Sendung des ARD-Mittagsmagazins aus München am 29. Dezember 2017 präsentierte sie regelmäßig den Sportblock im ARD-Mittagsmagazin. Außerdem moderierte sie bis 2016 gelegentlich den Sportblock in der Abendschau des Bayerischen Fernsehens. Seit dessen Verschiebung in die werktägliche Rundschau (2022 umbenannt in BR24) um 18:30 Uhr des BR Fernsehens ist sie auch dort als Sportmoderatorin heute noch im Einsatz.
Seit März 2017 hat Marianne Kreuzer zudem ihren eigenen Sport-Stammtisch Einwurf im BR Fernsehen, den sie ca. viermal im Jahr aus dem Wirtshaus Zur Schwalbe in München moderiert und neben Max Schmidt drei Gäste begrüßt, um über aktuelle Sport-Themen zu diskutieren. Daneben ist gemeinsames Kegeln fester Bestandteil dieser Sendung. Außerdem präsentiert sie seit 2017 auch die Gesprächssendung „Kreuzer trifft...“ in unregelmäßigen Abständen.

## Auszeichnung
Im Juli 2016 wurde Kreuzer mit dem Bayerischen Sportpreis in der Kategorie „Herausragende Präsentation in den Medien“ ausgezeichnet.

## Privates
Kreuzer lebt in Kempten. Sie ist die Schwester des CSU-Politikers Thomas Kreuzer und die Cousine des Fußballspielers Karl-Heinz Riedle.